# Brevicornu cristatum
Brevicornu cristatum är en tvåvingeart som beskrevs av Zaitzev 1985. Brevicornu cristatum ingår i släktet Brevicornu och familjen svampmyggor.
Artens utbredningsområde är Kalifornien. Inga underarter finns listade i Catalogue of Life.